# レイチェル・マドー

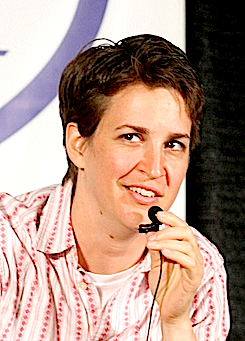
レイチェル・マドー

レイチェル・マドー（Rachel Maddow、1973年4月1日 - ）は、アメリカ合衆国のニュースキャスター、ラジオパーソナリティ、政治評論家。エア・アメリカ・ラジオのラジオ番組「レイチェル・マドー・ショー」で注目を集め、現在はMSNBCのテレビ番組「レイチェル・マドー・ショー」のホスト（キャスター）を務める。全米のゴールデンタイムのニュース番組に初めて登場したカムアウトしている同性愛者（オープンリー・ゲイ）でもある。

## 経歴

### 出身と学歴
カリフォルニア州カストロバレーに生まれる。カストロバレー高校を卒業後、1994年、スタンフォード大学にて、公共政策の学位を取得。卒業時には、ジョン・ガードナー・フェローシップを受けた。また1995年には、ローズ奨学生としてオックスフォード大学のリンカーン・カレッジに留学し、2001年に博士号を取得。彼女の博士論文は「イギリスとアメリカの刑務所におけるHIV/AIDSと健康保険改革」についてであった。また、彼女はカムアウトしている同性愛者として初めてのローズ奨学生であった。

### ラジオの仕事
マドーの初めてのラジオの仕事はマサチューセッツ州ホルヨークのWRNXにおいてのものだった。ラジオ局がラジオパーソナリティを募集するコンテストを開催し、マドーがコンテストを制した。当時朝の番組であったThe Dave in the Morning Showの共同司会をこなしたあと、マドーは、ノーザンプトンのラジオ局WRSIの番組Big Breakfastに移動し、そこで2年間務めた。その後、2004年3月に、マドーは出来たばかりのエア・アメリカに移籍した。

### テレビの仕事
2005年6月、マドーは、MSNBCのタッカー・カールソンの番組でレギュラーパネリストになる。
2006年の上院議員選挙のあとは、CNNの番組『ポーラ・ザーン・ナウ』に頻繁にゲスト出演するようになる。2008年1月にはMSNBCと政治アナリストとして契約を結び、予備選挙特番や『Race for the White House』のパネリスト、キース・オルバーマンの人気番組『カウントダウン』のゲストとしてしばしば出演することとなった。
2008年4月、マドーは、『カウントダウン』でオルバーマンの代理として初めてテレビ番組の司会を務めた。オルバーマン自身、マドーの仕事が気に入り、マドーはその後何回も代打司会者として登場。高視聴率を記録した。オルバーマンは、マドーをコーナー名にかけて「世界最高のピンチヒッター」と評した。その後もオルバーマンの休暇中にマドーは登場し、また、『Race for -』においてデビッド・グレゴリーの代わりも務めた。
これらの実績を受け、MSNBCは、2008年8月に『Verdict with Dan Abrams』の後がまとして、東部時間夜9時に『レイチェル・マドー・ショー』をスタートすることを発表。9月に番組はスタートした。番組は高視聴率を記録し、番組開始後一ヶ月でMSNBCの夜9時の視聴者を倍増したといわれる。MSNBCがCNNの長寿番組『ラリー・キング・ライブ』を初めて上回り、同時にこれ以降のMSNBCがリベラル派の人物を起用してゆく方針の決定打となった。
AP通信のメディア担当コラムニスト、デイビット・バウワーは、マドーを「キースオルバーマンの政治的な親友」と称し、キース・オルバーマンとレイチェル・マドーの番組を「リベラルの2時間ブロック」と呼んだ。

## 人物
レズビアンとして知られているが、マドーのパートナーはマサチューセッツ州在住のアーティスト。自身のテレビ番組でアメリカ各地の同性婚の動向を取り上げ、マサチューセッツでは認められているという状況にある。